# 张志昇
张志昇（？—），男，中华人民共和国外交官，曾任中华人民共和国驻桑给巴尔总领事，现任中华人民共和国驻登巴萨总领事。

## 生平
2012年2月，张志昇任驻南苏丹大使馆参赞。同年，调任驻科威特大使馆政务参赞。2017年，挂职新疆维吾尔自治区人民政府外事（侨务）办公室（港澳事务办公室）副主任。2020年11月，出任中华人民共和国驻桑给巴尔总领事。2024年2月，自驻桑给巴尔总领事离任。3月，出任中华人民共和国驻登巴萨总领事。